# Juvenalij (Pojarkov)
Juvenalij (světským jménem: Vladimir Kirillovič Pojarkov; * 22. září 1935, Jaroslavl) je ruský duchovní Ruské pravoslavné církve a emeritní metropolita krutický a kolomenský.
Je nejstarším biskupem církve podle biskupského svěcení.

## Život
Narodil se 22. září 1935 v Jaroslavli. Příbuzní z otcovi strany byli starověrci.
Od roku 1946 sloužil jako oltářník v chrámu svatého Mikuláše Divotvorce v Jaroslavli.
V rodném městě studoval střední školu a roku 1953 nastoupil na Leningradský duchovní seminář. Poté pokračoval ve studiu na Leningradské duchovní akademii.
Dne 10. října 1959 byl v chrámu svatého Jana Bohoslova při akademii postřižen archimandritou Nikodimem (Rotovem) na monacha a přijal mnišské jméno Juvenalij na počest svatého Juvenalije, patriarchy jeruzalémského. Dne 4. listopadu 1959 jej metropolita leningradský a ladožský Pitirim (Sviridov) rukopoložil na hierodiakona a 1. ledna 1960 biskup Alexij (Konopljov) na jeromonacha.
Archimandrita Nikodim (Rotov) se v červenci roku 1960 stal biskupem a předsedou Oddělení vnějších církevních vztahů Moskevského patriarchátu. Díky němu odešel Juvenalij s sním do Moskvy, kde začal studovat na Moskevské duchovní akademii.
Stal se místopředsedou Oddělení vnějších církevních vztahů.
Dne 7. července 1962 mu patriarcha moskevský Alexij I. udělil za pilnou službu církvi hodnost igumena s právem nosit náprsní kříž s ozdobami a 14. července získal právo nosit epigonation.
Od 21. února 1963 do 22. prosince 1964 byl vedoucím Ruské duchovní misie v Jeruzalémě.
Dne 25. listopadu 1965 jej Svatý synod zvolil biskupem zarajským a vikářem moskevské eparchie.
Dne 25. prosince 1965 byl v chrámu svatého Jana Bohoslova v Leningradu oficiálně jmenován biskupem a o den později proběhla v chrámu Svaté Trojice Alexandro-Něvské lávry jeho biskupská chirotonie. Světiteli byli metropolita leningradský a ladožský Nikodim (Rotov), arcibiskup jaroslavský a rostovský Sergij (Larin), biskup dmitrovský Filaret (Denysenko), biskup volokolamský Pitirim (Něčajev), biskup rjazaňský a kasimovský Boris (Skvorcov), biskup tichvinský Filaret (Vachromejev) a biskup tegelský Ionafan (Kopolovyč).
Dne 20. března 1969 byl jmenován biskupem tulským a beljovským.
Dne 18. června 1971 byl za práci na Místním soboru Ruské pravoslavné církve (1971) povýšen patriarchou Pimenem na arcibiskupa.
Dne 27. dubna 1972 byl povýšen na metropolitu a 30. května jej Svatý synod ustanovil předsedou Oddělení vnějších církevních vztahů a členem Svatého synodu.
Dne 16. dubna 1976 mu bylo při příležitosti 30 let služby pro OVCV uděleno právo nosit dvě panagie.
Dne 11. června 1977 byl ustanoven metropolitou krutickým a kolomenským, správcem moskevské eparchie.
Dne 14. dubna 1981 byl osvobozen od funkce předsedy OVCV.
Od roku 1989 vedl Synodní komisi pro kanonizaci.
Dne 19. srpna 2002 se stal čestným občanem Kolomny.
Dále působil jako člen či předseda různých komisí patriarchátu.
Dne 13. dubna 2021 bylo rozhodnuto o rozdělení moskevské oblastní eparchie na pět samostatných eparchií. Metropolita Juvenalij byl ustanoven správcem kolomenské eparchie s právem spravovat moskevskou metropoli. Následující dne podal žádost pro odchod do penze s přidělením chrámu svatých Petra a Pavla v Lefortově. Dne 15. dubna byl Svatým synodem penzionován a jako místo pobytu mu bylo určeno město Moskva.
Dne 19. dubna 2021 patriarcha Kirill vyhověl jeho žádosti a poskytl mu chrám svatých Petra a Pavla v Lefortově.